# 金原砂防ダム (長野県松本市)
金原砂防ダム（かねはらさぼうダム）は、長野県松本市奈川、信濃川水系奈川に建設された砂防堰堤。高さ18メートルの重力式コンクリートダムで、1953年（昭和28年）11月に建設が始まり、1959年（昭和34年）3月に完成した。